# Sambar ostrovní
Sambar ostrovní, jinak též známý pod synonymy sambar hřivnatý a jelen timorský (Rusa timorensis) je přežvýkavec patřící do čeledi jelenovití (Cervidae) a rodu sambar (Rusa). Druh popsal Henri Marie Ducrotay de Blainville roku 1822 a dělí se na několik poddruhů, které byly určeny v roce 2011. Dle Mezinárodního svazu ochrany přírody se řadí mezi zranitelné druhy, je chráněn indonéskými zákony a vyskytuje se v řadě chráněných území.

## Taxonomie
Sambar ostrovní je blízkým příbuzným sambara indického (Rusa unicolor). Je známo celkem sedm poddruhů určených v roce 2011 (Wilson a Mittermeier). Jinými vědci je nicméně tato systematika zpochybňována. 
- Rusa timorensis timorensis, Blainville, 1822 (Timor)
- Rusa timorensis moluccensis, Quoy & Gaimard, 1830 (Moluky)
- Rusa timorensis russa, Müller & Schlegel, 1844 (Jáva)
- Rusa timorensis floresiensis, Heude, 1896 (Flores)
- Rusa timorensis macassaricus, Heude, 1896 (Celebes)
- Rusa timorensis renschi, Sody, 1932 (Bali)
- Rusa timorensis djonga, Bemmel, 1949 (Muna a Buton)[4]

## Výskyt
Sambar ostrovní se vyskytuje na mnohých ostrovech Indo-Pacifiku, od Sulawesi až po Nový Zéland. Původně se vyskytoval pouze na Jávě a Bali, ale postupně kolonizoval řadu dalších ostrovů. Rozšířili se po dnešní Indonésii, jako je Sulawesi, Komodo a Flores. Později byli člověkem vysazeni do vzdálenějších míst. V roce 1639 byli dovezeni na Mauricius a Réunion, po roku 1870 do Nové Kaledonie. Ve 20. století byli vysazeni na Novém Zélandu, Madagaskaru a dalších oblastech, jako je Thajsko, ale i Brazílie. K životu dávají přednost okrajům listnatých lesů, obývají i stepi, pasou se na travnatých plochách. Nevadí jim žít v oblastech s malým množstvím pitné vody. Žijí v maximální výšce 900 m n. m.

## Popis
Průměrná délka těla sambara ostrovního je 83–110 cm, samci sambara ostrovního měří v kohoutku 1,1 m a váží zhruba 115 kg. Samice je menší a její hmotnost se odhaduje na 74 kg; je vyvinutý pohlavní dimorfismus (dvojtvárnost). Sambarové vypadají zavalitě, což způsobují krátké nohy. Samci vlastní parohy ve tvaru lyry, které váží až 2,5 kg. Obě pohlaví mají hrubou šedohnědou srst, která je na břiše světlejší. Mláďata po narození postrádají skvrny charakteristické pro ostatní druhy jelenů. Druh je také charakteristický velkýma ušima.

## Chování
Sambarové ostrovní jsou převážně noční zvířata, ale mohou se pást během dne, při největším žáru se ukrývají do lesa. Velikosti teritorií tohoto druhu nejsou známy. Podobně jako ostatní příbuzné druhy používají ke komunikaci pachové značky a zvukové projevy v období rozmnožování. Samci jsou mezi sebou navzájem agresivní a i se samicemi žijí během většiny roku odděleně. Rozmnožování probíhá během celého roku, samci v období páření lákají samice a odstrašují konkurenty tím, že si na parohy napichují rostlinstvo a větvičky jako ozdoby. Po osmiměsíční březosti samice porodí jedno až dvě mláďata, která jsou po 6–8 měsících odstavena od mateřského mléka. Pohlavní dospělosti dosahují po 18–24 měsících, dožívají se 15–20 let, tento věk je však ve volné přírodě málokdy přesažen. Mezi přirozené nepřátele patří krokodýli, krajty a varan komodský (Varanus komodoensis); na ostrově Komodo tvoří sambarové důležitou část potravy varanů. Sambarové se živí trávou a listím nebo spadlým ovocem.

## Ohrožení
Mezinárodní svaz ochrany přírody hodnotí při vyhodnocení ohrožení sambara ostrovního pouze původní populace. Podle IUCN je zranitelným druhem a jeho populace klesá; odhaduje se na méně než 10 000 dospělých jedinců s odhadovaným poklesem populace asi o 10 % během tří generací. Nebezpečí představuje především ztráta přirozeného prostředí a degradace stanovišť. Časté je také pytláctví pro maso, léčivé přípravky a lokálně jsou sambarové loveni jako domácí mazlíčci.
Sambar ostrovní se vyskytuje v mnoha jávských chráněných oblastech a je chráněn indonéskými zákony.

## Chov v zoo
Sambar ostrovní je v Česku v současnosti chován pouze ve dvou zoologických zahradách: Zoo Plzeň a Zoo Praha. Ty se tak řadí k jedněm z mála evropských zoo, které tento druh kdy chovaly. V minulosti tento druh kopytníka nechovala žádná další česká ani slovenská zoo. V celé Evropě byl v březnu 2018 k vidění v pouhých osmi zoo, z toho dvě jsou již zmíněné zoo v Česku, další dvě pak najdeme v Anglii a rovněž v Německu. Po jedné zoo s tímto jelenem mají ve Španělsku a Polsku. V dubnu 2019 již nebyl chován ve Španělsku, a tak se udával počet sedm zoo a asi 40 jedinců.

### Chov v Zoo Praha
Historie chovu tohoto vzácného sudokopytníka se píše teprve od května roku 2014. Tehdy výběh v horní části areálu obsadila skupinka dvou samců a dvou samic z Tierparku v německém Berlíně. Již 13. listopadu 2014 se narodilo první mládě – sameček. Jednalo se tedy o první odchov tohoto druhu v Zoo Praha, byť laň už přišla březí. V roce 2015 došlo k dalšímu porodu. Ze dvou tehdy narozených mláďat bylo úspěšně odchováno jedno – opět se jednalo o samce. V roce 2016 nebyly odchovy úspěšné, ale pražské stádo obohatila nová samice. V březnu 2018 byli chováni dva samci a tři samice. 25. a 28. prosince 2018 se narodila další dvě mláďata – historicky první samičky narozené v Zoo Praha. Celkem se za rok 2018 narodila čtyři mláďata (dva samci a dvě samice), takže na konci daného roku byli chováni tři samci a pět samic.

## Galerie

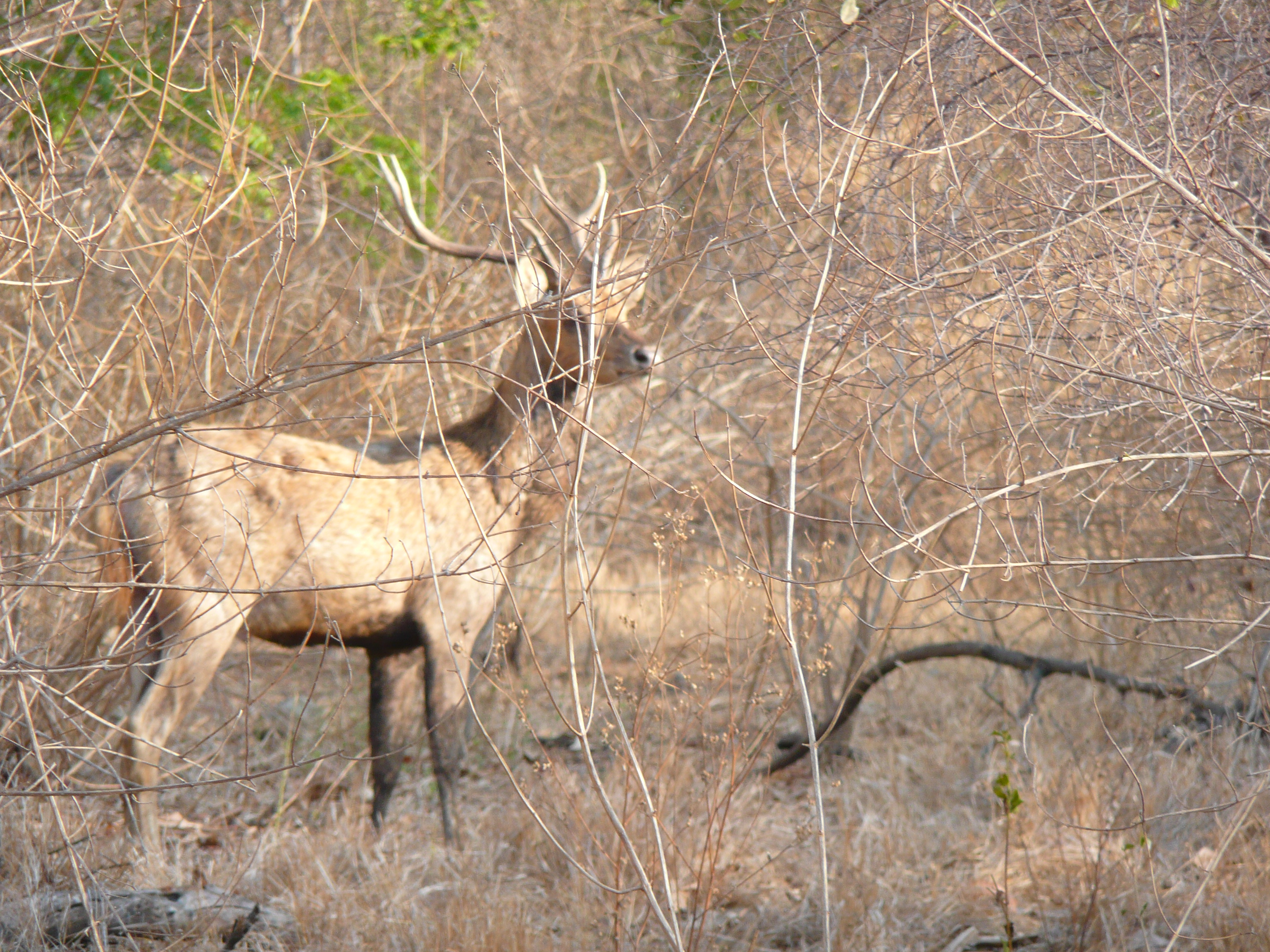
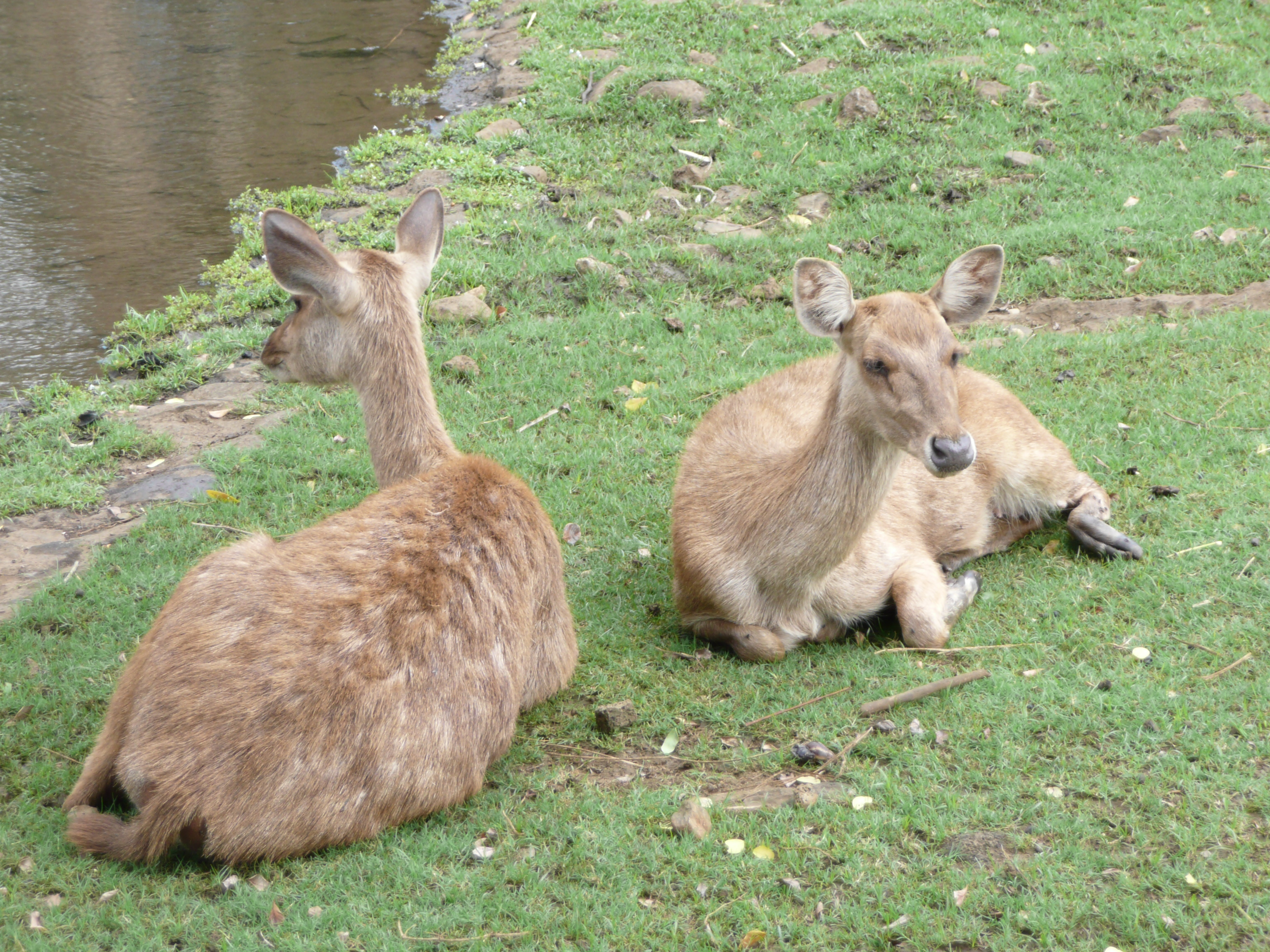
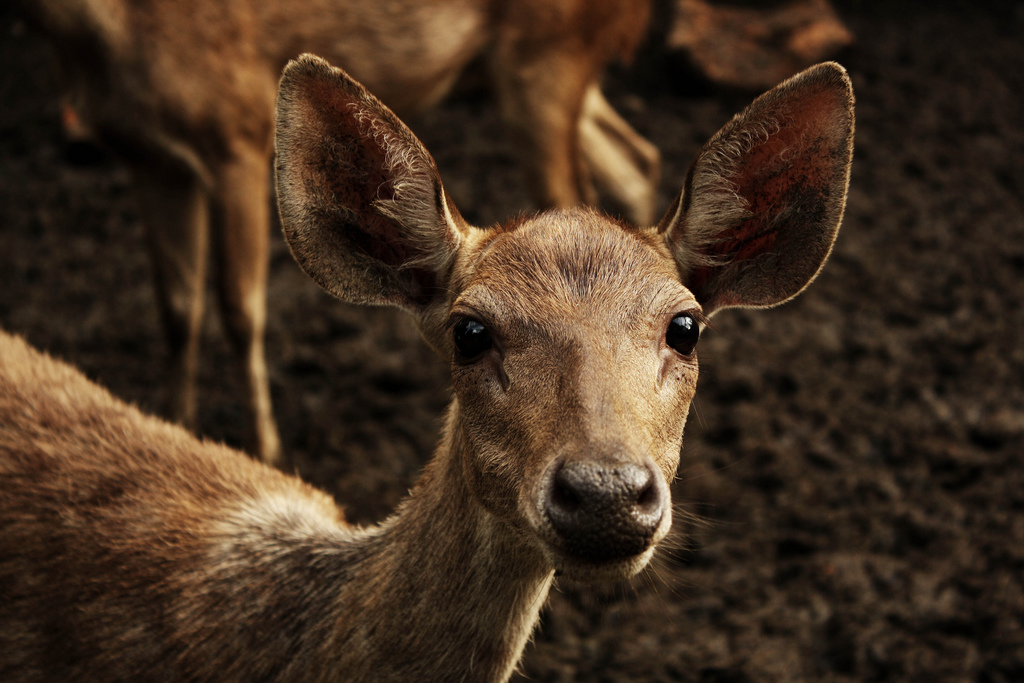